# Dagr

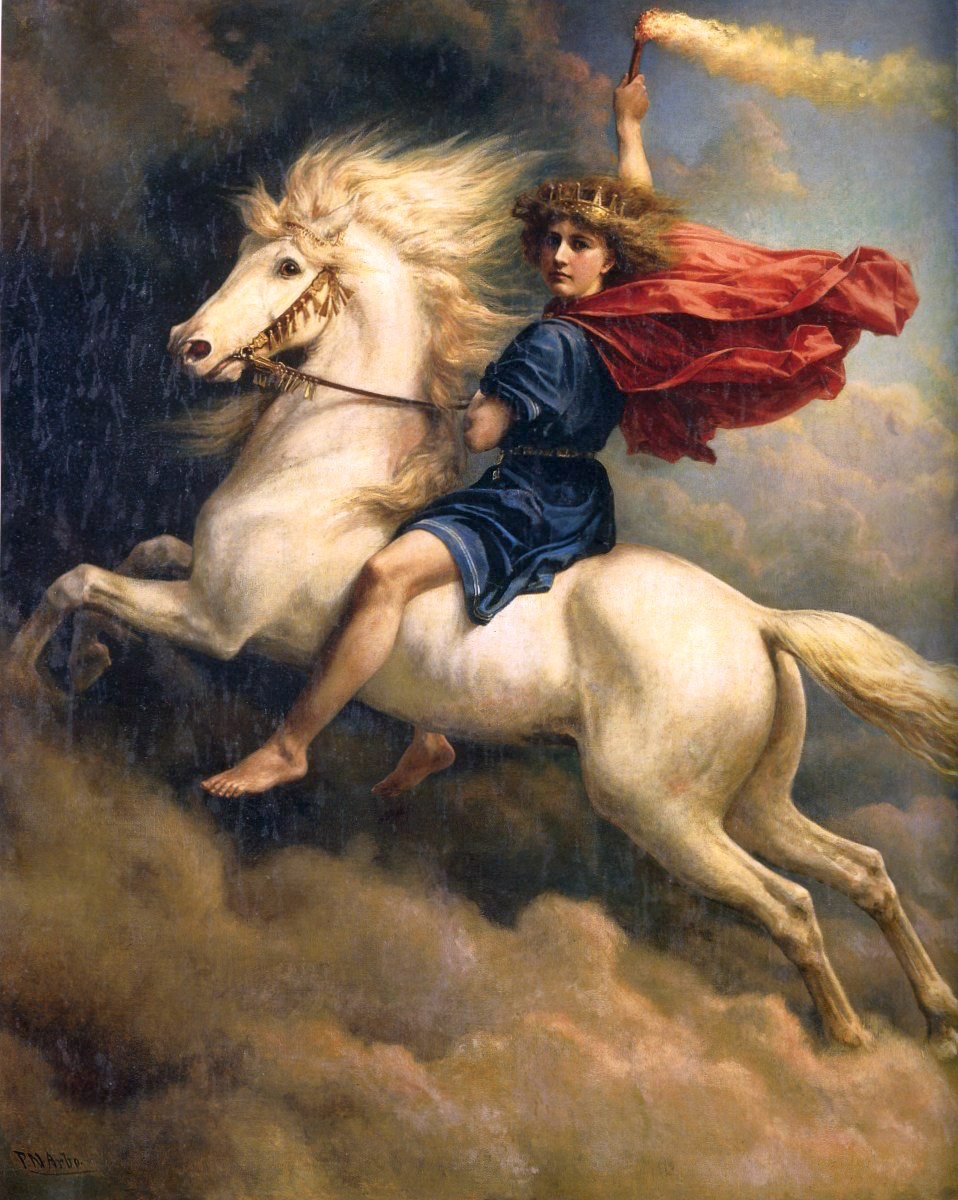
Dagr monta su caballo en esta pintura del del artista Peter Nicolai Arbo.

Dagr ("día", en escandinavo moderno: "Dag", en islandés moderno: Dagur) es, en la mitología nórdica, el dios personificado del día. Esta personificación aparece en la edda poética, compilado en el siglo XIII por medio de fuentes tradicionales, y en la edda prosaica, escrita en el mismo siglo por Snorri Sturluson. En ambas fuentes, se le menciona como hijo de Delling (dios del crepúsculo) y Nótt (diosa de la noche), y a menudo, es asociado con el caballo de crin brillante Skinfaxi, quien "desde el albor de los tiempos arrastra". Asimismo, Dagr aparece como un sustantivo común simple mencionándose día a través de los trabajos nórdicos antiguos. Se han propuesto varias similitudes entre Dagr y otros personajes con el mismo nombre en la mitología germana.

## Testimonios

### Edda poética
Darg es mencionado en las estrofas 12 y 15 del poema Vafþrúðnismál. Más adelante, en la estrofa 24, el dios Odín (disfrazado como "Gagnráðr") le pregunta al Jötunn Vafþrúðnir "¿De dónde viene el día, de dónde viene la noche y sus lunas que pasan ante los hombres?". En la estrofa 25, Vafþrúðnir responde así:

Delling hight he who the day's father is,
 but night was of Nörvi born;
 the new and waning moons the beneficient powers created,
 to count the years for men.
Delling se llama el padre de día,
 pero noche fue engendrada por Nör;
 luna llena y nueva crearon los dioses
para contar los años.

En la estrofa 12, el caballo Skinfaxi, y su crin brillante, es mencionada por Vafþrúðnir "como el que desde el albor de los tiempos arrastra".
En Sigrdrífumál, después de que la valkiria Sigrdrífa es despertada de una sueño maldecido por el héroe Sigurd, este le pregunta su nombre, y ella le da una "bebida-memoria" de un cuerno para beber lleno de hidromiel, entonces Sigrdrifa hace una oración. En el primer verso de esta oración destaca una referencia a los "hijos de Dagr" y a la "hija de Nótt":

Hail to the Day! Hail to the sons of Day!
 To Night and her daughter hail!
 With placid eyes behold us here,
 and here sitting give us victory.

 Hail to the Æsir! Hail to the Asyniur!
 Hail to the bounteous earth!
 Words and wisdom give to us noble twain,
 and healing hands while we live!
¡Gloria al día! ¡Gloria a los hijos del día! 
 ¡A la noche y sus hijos, gloria! 
 Con plácidos ojos, henos aquí, 
 y aquí, sentados dennos la victoria.

 ¡Gloria a los dioses! ¡Gloria a las diosas! 
 ¡Gloria a la generosa Tierra! 
 La sabiduría y el habla nos dan cuerdas nobles, 
 Y manos que sanen, mientras vivamos.

En el poema Hrafnagaldr Óðins, la aparición de Dagr, un caballo, y un carruaje son descritos de esta manera:

The son of Delling 
urged on his horse 
 adorned with 
 precious jewels. 
Over Mannheim shines 
the horse's mane, 
the steed Dvalin's deluder 
 dew in his chariot.
El hijo de Delling
 espolea sobre su caballo 
 que está cubierto 
 con joyas preciosas.
 Sobre Mannheim resplandece 
 el crin del caballo,
 el engañoso corcel Dvalin,
 con rocío sobre su carruaje.

### Edda prosaica
En la edda prosaica, en el libro Gylfaginning, Dagr es otra vez personificado. En el capítulo 10, la consagrada figura del Altísimo menciona que Dagr es el hijo de Delling, Æsir, y su esposa Nótt. Dagr es descrito como "un ser tan hermoso, tan brillante, como su propio padre". Odín toma a Dagr y a su madre Nótt, dándole a cada uno un caballo y un carruaje — Dagr recibe el caballo del crin dorado Skinfaxi, que ilumina por completo el Cielo y la Tierra — y los colocó en el Cielo para que montaran alrededor de la Tierra las 24 horas.
Dagr también es personificado en el capítulo 24 de la edda prosaica en el libro Skáldskaparmál, donde se le menciona como hermano de Jörð. Dagr aparece en el capítulo 58 como un sustantivo común, donde "Skinfaxi o Glad" es mencionado como el que tira el día. Y en el capítulo 64, donde Dagr es mencionado como una de las varias palabras para describir el tiempo.

## Teorías
Otto Höfler sugiere que Dagr está relacionado (o puede ser el mismo) con el héroe Svipdagr (cuyo nombre significa "el día que pronto amanecerá") y que es mencionado en varios textos. Además de otras fuentes, esta figura es encontrada en dos poemas compilados juntos y conocidos como Svipdagsmál en la edda poética, el prólogo de la edda prosaica, y por el nombre de Swæfdæg en una de las genealogías míticas de las Casas Anglianas de la Inglaterra anglosajona. Otto Höfler también sugiere que Svipdagr puede ser un "Dagr del Suevos", ya que los nombre de los miembros de su familia, Sólbjartr ("la luz del sol", indicando el potencial del Dios de los Cielos) y Gróa ("Vegetación", indicando un posible Dios de la Vegetación), y su cotejo de Menglöð (a menudo identificado con la deidad Freyja) han hecho que Svipdagr sea considerado como un dios de la fertilidad.